# 汉江公园

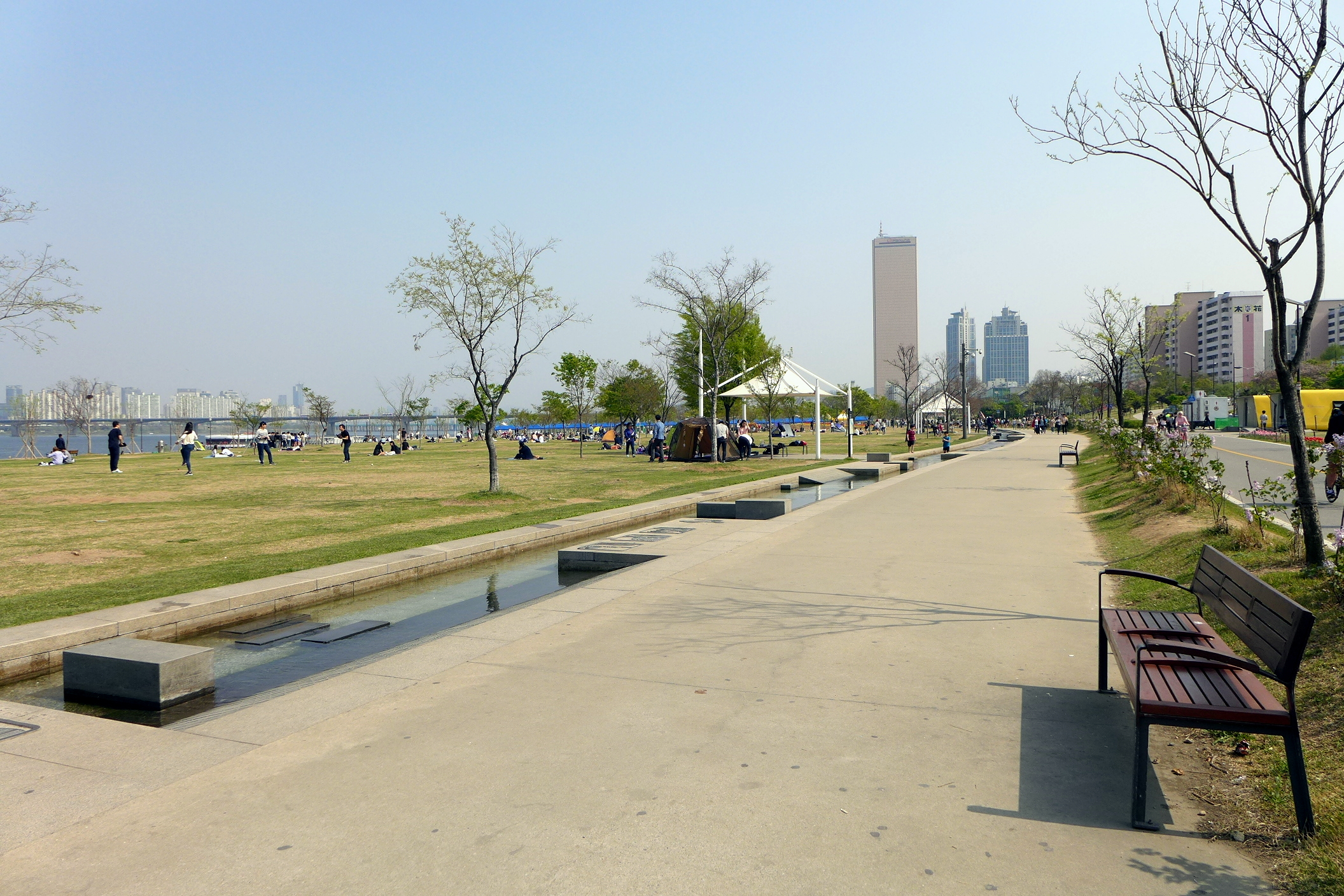
汝矣岛汉江公园空間寬敞，設草地及親水區

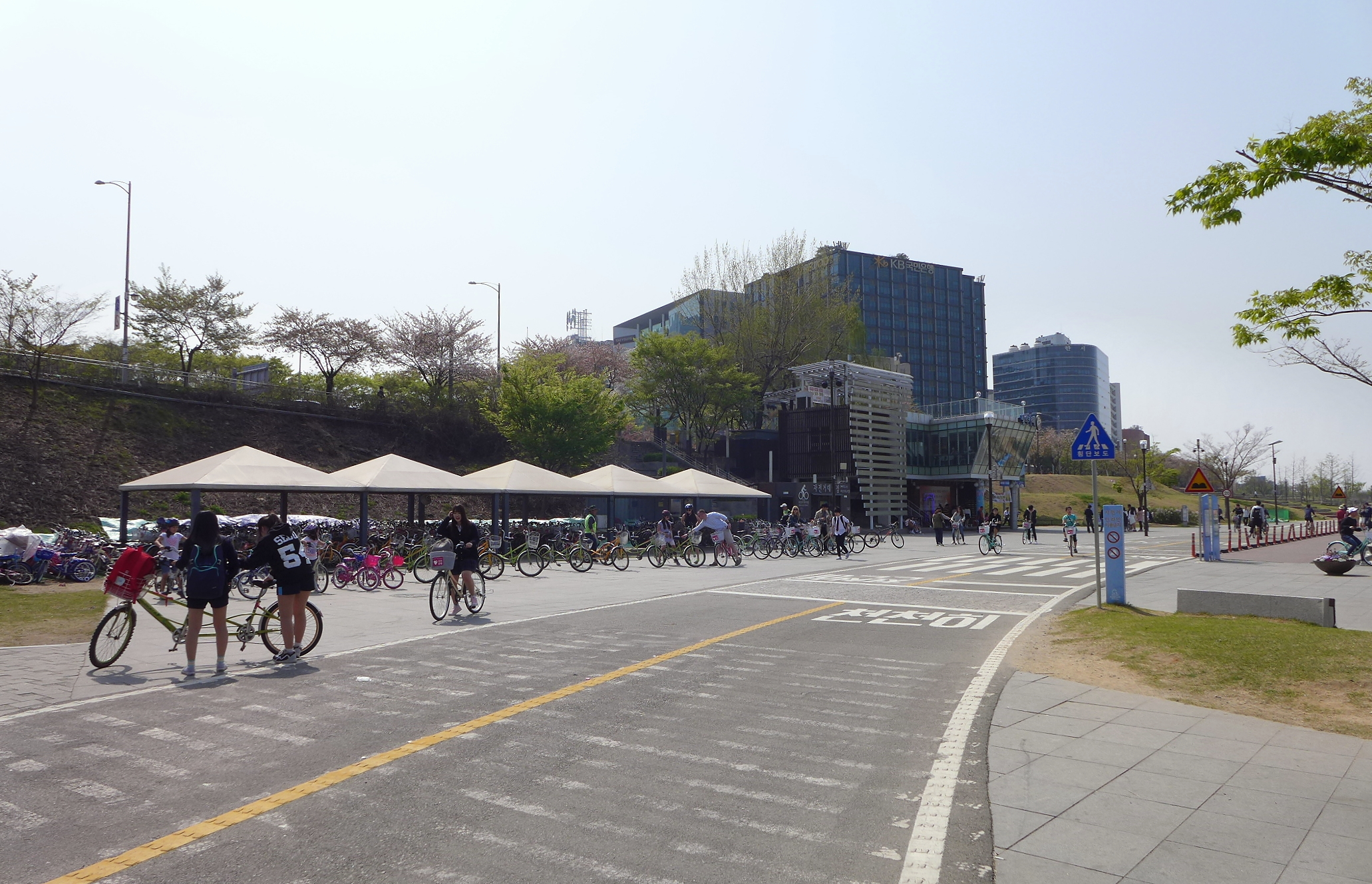
汝矣岛汉江公园單車徑及餐廳

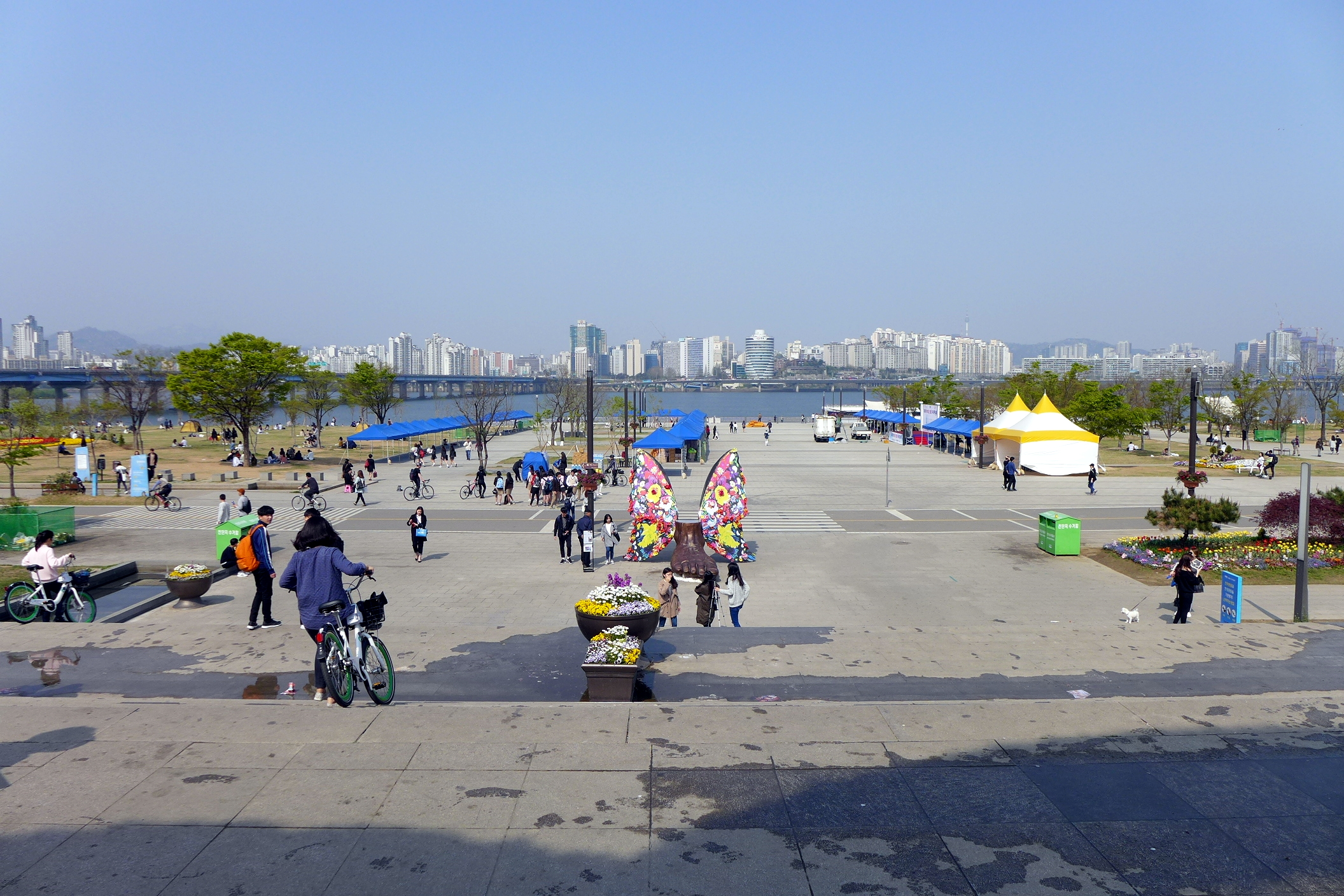
汝矣岛汉江公园廣場

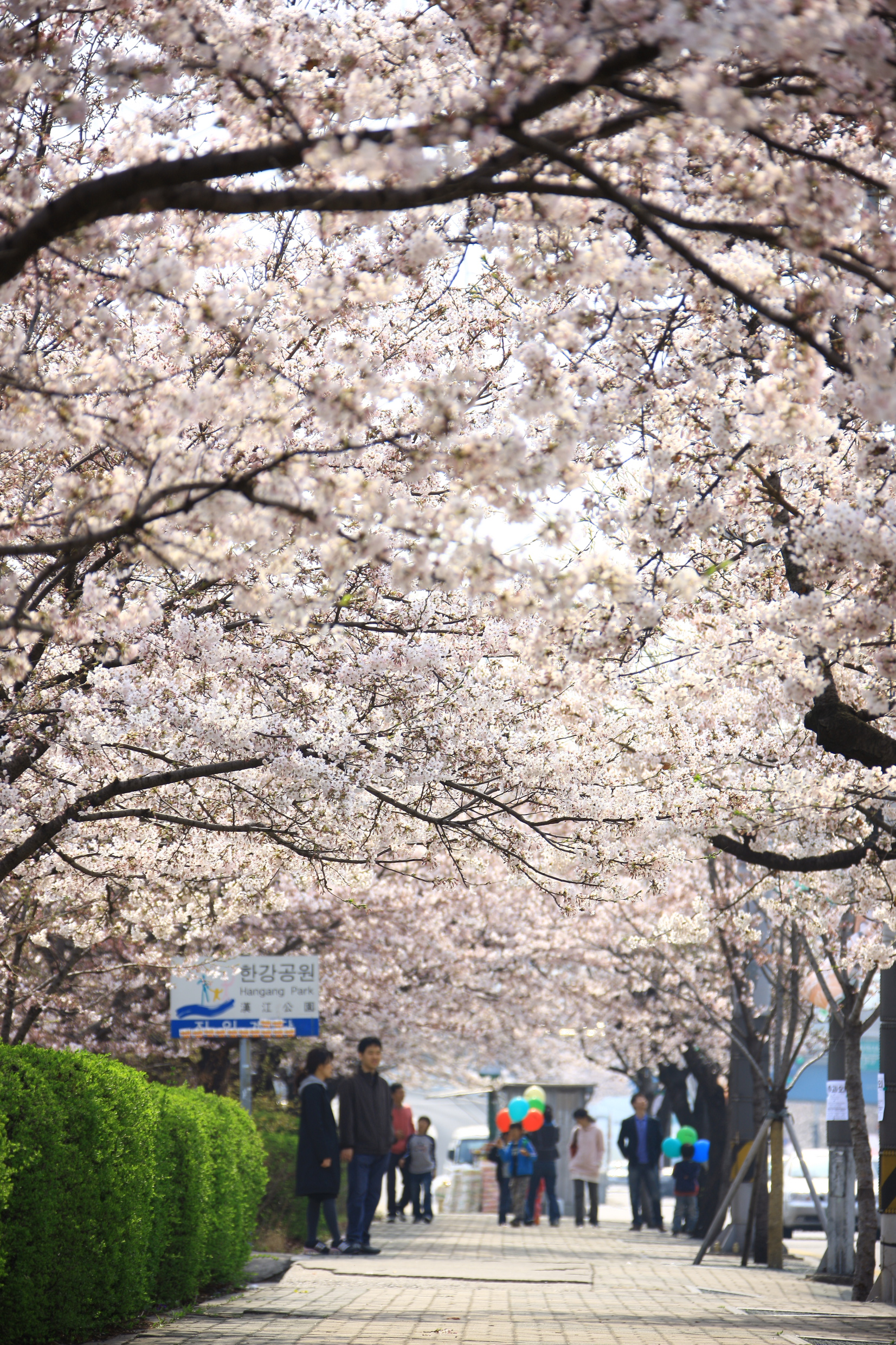
春天時的汝矣岛汉江公园，為首賞櫻花熱門地點

汉江公园（韓語：한강공원）是韩国首尔漢江邊的一个公园。公園在1980年代根據漢江綜合開發計劃而興建，總面積達210萬平方米。其中人氣最旺盛為汝矣島和纛島一帶的部份，由於空間寬敞，景色優美，成為不少韓劇、韓國綜藝節目熱門拍攝場景之一，例如城市獵人、IRIS、寵物情人和Running Man。
汉江公园在广播电视台、政府办公楼等高楼大厦之间，从南至北，依次形成自然生态园林、文化园、草坪、韩国传统园林等景观。四个空间主题鲜明，特色突出。许多喜爱休闲运动的人常来此地，附近的上班族也利用中午休息时间来这里散步休息。

## 設施
公园設施多元化，包括草地、露營場地、單車徑、游泳池、國弓場、直排輪、水上休閒運動、釣魚場、漢江公園高爾夫球場、摔角場、手球、陸上練習場、體力鍛鍊場和體育設施(足球場、棒球場、排球場、籃球場、腳球場、網球場、羽毛球場)。

## 地区

### 江南
- 江西漢江公園
- 楊花漢江公園
- 蠶室漢江公園
- 蠶院漢江公園
- 盤浦漢江公園（朝鲜语：반포한강공원）
- 廣津漢江公園（朝鲜语：광나루한강공원）

### 江北
- 蘭芝漢江公園（朝鲜语：난지한강공원）
- 望遠漢江公園
- 纛島漢江公園

### 島
- 仙遊島公園（朝鲜语：선유도공원）
- 汝矣岛汉江公园

### 京畿道
- 南揚州漢江體育公園